# Histioea paraensis
Histioea paraensis är en fjärilsart som beskrevs av Machado Jnr. och Rego Barros 1971. Histioea paraensis ingår i släktet Histioea och familjen björnspinnare. Inga underarter finns listade i Catalogue of Life.